# Vederka (vattendrag i Vitryssland)
Vederka (ryska: Ведерка) är ett vattendrag i Belarus.   Det ligger i voblasten Mahiljoŭs voblast, i den centrala delen av landet, 140 km öster om huvudstaden Minsk.
I omgivningarna runt Vederka växer i huvudsak blandskog. Runt Vederka är det ganska tätbefolkat, med 192 invånare per kvadratkilometer.